# Bereźce (rejon radomyski)
Bereźce (ukr. Березці) – wieś w rejonie radomyskim obwodu żytomierskiego.